# Peter Pond
Peter Pond (Milford, Connecticut, 1739 o 1740 - Milford, 1807), va ser soldat del regiment de Connecticut, comerciant de pells, membre fundador de la Companyia del Nord-oest, explorador de l'Àrtida i cartògraf.

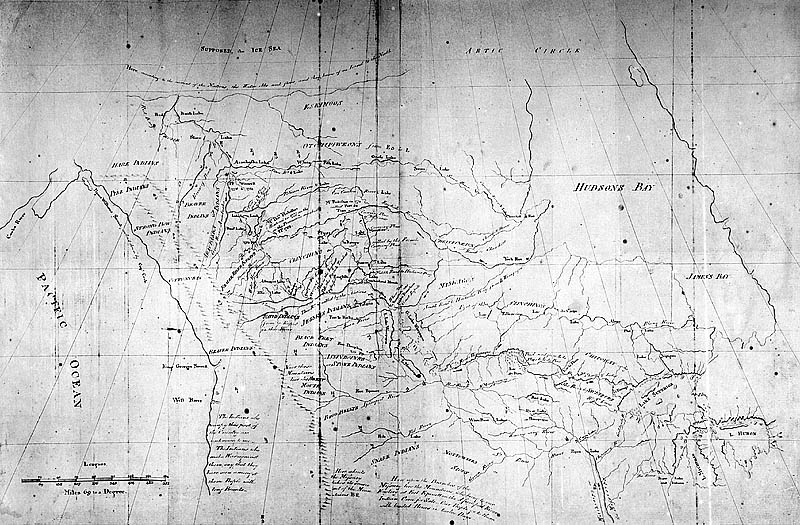
Còpia d'un mapa presentat al Congrés dels Estats Units i al vicegovernador del Quebec per Peter Pond, 1785 (Arxius Nacionals del Canadà).

Peter Pond va començar la seva carrera en el comerç de pells amb el seu pare al voltant de Detroit, Michigan, i comerciaven per Minnesota i Wisconsin. A través de la seva empresa va conèixer Alexander Henry, Simon McTavish i els germans Thomas, Benjamin i Joseph Frobisher. Van fundar la Companyia del Nord-oest que va desenvolupar una ferotge rivalitat amb la Companyia de la Badia de Hudson. A la recerca de nous llocs on caçar i comerciar amb pells va explorar l'oest dels Grans Llacs d'Amèrica del Nord. Entre 1776 i 1778 va hivernar en un centre pelleter que havia construït a la unió dels rius Sturgeon i Saskatchewan Nord, prop de l'actual Prince Albert. Aquest lloc actualment és un National Historic Site.
El 1783 les exploracions de Pond el van portar a Athabasca, una regió que s'estén des del Llac Ile-a-la-Crosse fins al riu Peace. Va explorar les vies navegables al llac Athabasca i va determinar la ubicació aproximada del Gran Llac de l'Esclau i el Gran Llac dels Ossos a la regió de les tribus de les Primeres Nacions. Valent-se de les seves notes i diaris, Pond va dibuixar un mapa que mostrava els rius i llacs de la regió d'Athabasca, incloent el que es coneixia des de la zona de la badia de Hudson fins a les muntanyes Rocoses i la interpolació de la informació per l'oceà Àrtic.
El 1785 una còpia del mapa de Pond, acompanyada d'un informe detallat, es va presentar al Congrés dels Estats Units i una segona còpia al Tinent-Governador del Quebec, Henry Hamilton. Pond necessitava suport financer per portar les seves exploracions dels límits d'Amèrica del Nord cap al nord-oest, però el govern britànic no li donava suport. Home ambiciós, amb una reputació d'un caràcter violent, va estar implicat en dos assassinats. Tot i que fou absolt dels càrrecs d'homicidi, l'empresa el va reemplaçar per Alexander Mackenzie. Mentre Mackenzie es feia càrrec de la gestió de l'empresa va aprendre molt de Pond sobre la regió dels rius Athabasca i Peace. Pond va deixar la Companyia del Nord-oest el 1788.
Mackenzie estava intrigat per la creença de Pond que els afluents de la regió podrien desguassar en un gran riu que fluiria cap al nord-oest, cap al tant buscat Pas del Nord-oest. Mackenzie, donant crèdit a Pond, va prendre la iniciativa i va aconseguir trobar el gran riu i seguir-lo fins a la seva desembocadura. El riu, que ara duu el seu nom en record seu (riu Mackenzie), desaiguava a l'oceà Àrtic, en un dels trams de l'encara desconegut Pas del Nord-oest. Peter Pond havia contribuït a cartografiar el Canadà, tot dibuixant el contorn general de la conca del riu Mackenzie, que va registrar el 1789. Els mapes que Peter Pond va realitzar posteriorment, basats en les seves pròpies exploracions i en la informació que li van proporcionar les tribus de les Primeres Nacions, finalment li van suposar el reconeixement internacional a finals del segle xviii.
El 1790 Pond va vendre les seves accions de la Companyia del Nord-oest a William McGillivray un altre comerciant de pells nascut a Escòcia. Va tornar a Milford (Connecticut) on va morir el 1807.